# Baby Boss : Les affaires reprennent
Baby Boss : Les affaires reprennent, ou Le Bébé Boss : Les affaires reprennent au Québec, (The Boss Baby: Back in Business) est une série d'animation américaine en 49 épisodes de 24 minutes, créée par Brandon Sawyer et diffusée depuis le 6 avril 2018 via le service de streaming Netflix.
Basée sur le livre The Boss Baby de Marla Frazee, la série poursuit les événements relatés dans le film Baby Boss, sorti en 2017.
En France, elle est également diffusée sur Netflix et depuis le 20 avril 2020 sur Boomerang. Au Québec, en dehors de Netflix, la série est aussi diffusée dès le 29 août 2020 sur Télé-Québec.

## Synopsis
Théodore alias Baby Boss et Tim sont confrontés à Bootsy Calico (Félix Grichafoin en VF) qui est élevé par les chats et alors les triplés et les 2 autres bout'chou nommés Stacie et Jimbo sont des alliés qui porte assistance à Théodore et Tim. Dans la saison 2 nos héros sont confrontés aux retraités et un nouveau personnage qui est le meilleur ami de Tim et que Mega Baby PDG XXL est un traitre à la solde de Félix Grichafoin depuis la fin de la saison 1. Dans la troisième saison Baby Boss viré de chez Baby Corp atterrit dans une crèche familiale et retrouve Mega Baby PDG XXL adopté par une journaliste célèbre, Baby Boss forme une équipe constituées de bébés de la crèche pour se confronter à une entreprise "Bébé Facile".
Dans la saison 4 Baby Boss devenu PDG se fixe un objectif: l'amour des bébés doit atteindre les 100% 
"Yellow 100" mais cela ne se passe pas comme prévu !

## Fiche technique
Sauf indication contraire, les informations mentionnées dans cette section peuvent être confirmées par la base de données cinématographiques IMDb,  présente dans la section « Liens externes ».
- Titre original : The Boss Baby: Back in Business
- Titre français : Baby Boss : Les affaires reprennent
- Titre québécois : Le Bébé Boss : Les affaires reprennent
- Création : Brandon Sawyer
- Réalisation : Pete Jacobs, Christo Stamboliev, Dan Forgione, Matt Whitlock et Allan Jacobsen
- Scénario : Sarah Katin, Sam Cherington, Alexandra Decas, Melanie Kirschbaum, J.D. Ryznar, Brandon Sawyer, Tanner Tananbaum et Nakia Trower
- Direction artistique : Dave Pressler (en)
- Casting : Ania Kamieniecki-O'Hare et Cymbre Walk
- Musique : Ben Bromfield et Ryan Elder
- Montage : Matt Barrios
- Production déléguée : Brandon Sawyer
- Production exécutive : Benjamin Kaltenecker et Nora Lewis-Borbely
- Sociétés de production : DreamWorks Animation Television
- Pays d'origine :  États-Unis
- Langue originale : anglais
- Genre : comédie
- Durée : 23 minutes

## Distribution

### Voix originales
- JP Karliak (en) : Baby Boss / Theodore Lindsay « Ted » Templeton
- David W. Collins : Ted Templeton, le père
- Flula Borg : Méga Baby PDG XXL
- Pierce Gagnon : Timothy Leslie « Tim » Templeton
- Kevin Michael Richardson : Jimbo
- Alex Cazares : Staci
- Hope Levy : Janice Templeton, la mère
- Brandon Scott (en) : Hendershot
- Eric Bell Jr. : les triplés
- Nora Dunn : Gigi, la grand-mère (saison 2)
- Jake Green : Félix Grichafouin (saison 1)
- Victor Raider-Wexler : Frédéric Estes (saison 2)
- Tora Kim-Lake : Hae-Sook, la mère de Shover
- Kari Wahlgren : Mme Buskie
- Sainty Nelsen	: Ms Summer
- Justin Felbinger : Danny Petrosky (saison 2)

### Voix françaises
- Stefan Godin : Baby Boss / Théodore Lindsay « Ted » Templeton
- Laurent Maurel : Ted Templeton, le père
- Dan Herzberg : Méga Baby PDG XXL
- Antoine Nouel : OCB
- Timothé Vom Dorp (saisons 1 et 2) puis Aloïs Agaësse (saison 3) : Timothé Leslie « Tim » Templeton
- Christophe Lemoine : Jimbo
- Kaycie Chase : Staci
- Sybille Tureau : Janice Templeton, la mère
- Oscar Pauwels : les triplés
- Micky Sébastian : Gigi, la grand-mère (saison 2)
- Sébastien Desjours : Félix Grichafouin (saison 1)
- Richard Leroussel : Frédéric Estes (saison 2)
- Hélène Bizot : Mme Buskie
- Jean-Stan Du Pac : Danny Petrosky (saison 2)

- Version française
  - Société de doublage : Titrafilm
  - Direction artistique : Virginie Méry (dialogues), Claude Lombard (chants)
  - Adaptation des dialogues : Hélène Kempeneers, Stéphanie Ponchon, Nathalie Castellani (dialogues), Claude Lombard (chants)

 Source et légende : version française (VF) sur RS Doublage

## Épisodes

### Première saison (2018)
L'intégralité de la première saison est sortie le 6 avril 2018.
1. Scooter Buskie (Scooter Buskie)
2. Le Chat de trop (Cat's in the Cradle)
3. Soirée de folie en famille (Family Fun Night)
4. L'Affaire du lait maternel : un mystère de Dekker Spoutnik (Formula for Menace: A Dekker Moonboots Mystery)
5. La Fabrique de monstres (Monster Machine)
6. Alerte constipation (The Constipation Situation)
7. À bas la babysitter (The Boss Babysitter)
8. Dans l'antre maléfique du repaire de la demeure des chats (Into the Belly of the Den of the House of the Nest of Cats)
9. La Fête des salariés (Spirit Day)
10. Par avion (Par Avion)
11. Chat Flic (Cat Cop!)
12. Accroche-toi, bébé ! (Hang in There, Baby)
13. Six chatons infiltrés (Six Well-Placed Kittens)

### Deuxième saison (2018)
L'intégralité de la deuxième saison est sortie le 12 octobre 2018.
1. Du nouveau dans les couches (As the Diaper Changes)
2. La Compagnie des grands enfants super cool (Super Cool Big Kids, Inc.)
3. Le Pari (P.U.)
4. Chut, petit bébé (Hush, Little Baby)
5. La Nuit du grenosaure (Night of the Frodarg)
6. Une journée en fuite (Fugitive's Day Out)
7. Une baby-sitter dure en affaires (El Apasionado Negocio de la Niñera)
8. Bouboule peluche (Plushythingy)
9. Le Bébé génie tout nu (Number One Problem)
10. Le Week-end entre potes (Picture Perfect)
11. Recommence encore une fois Tim (Play It Again, Tim)
12. Recherche et développement (Research and Development)
13. Des rides et des couches (Wrinkles and Stinkles)

### Troisième saison (2020)
L'intégralité de la troisième saison est sortie le 16 mars 2020.
1. Le Nouveau Baby Boss (Bossa Nova)
2. Mission musée (The Museum Job)
3. Areuh areuh (Ga Ba Goo Ba Ga (The Babblist))
4. Le Coup du cui (The Coo Chi Coup)
5. Crise de pouvoir (Lights, Camera, Org Chart!)
6. Une occasion en or (The Big Break)
7. La Prison de Patty Potin (Escape from Krinkle's)
8. La Fête des toutous (Puppy Party)
9. Méga XXL (Mega Fat)
10. Joyeux Halloween (Halloween)
11. Un gentil, très gentil bébé (Who's a Good Baby?)

### Épisode spécial (2020)
Un épisode spécial interactif, nommé Baby Boss : Tous sur bébé ! (The Boss Baby: Get That Baby!), sort le 1er septembre 2020.

### Quatrième saison (2020)
L'intégralité de la quatrième saison est sortie le 17 novembre 2020.
1. Jaune à 100 % (Yellow 100)
2. Pyg et Tam (Pyg & Tam)
3. Bataille dans la salle de conférence (Conference Room B)
4. Bébés-hotdogs (Game Plan)
5. Le Monde des adultes (Night Owls)
6. Le Consultant (OCB)
7. Chicago (Chicago)
8. Et... boum ! (Baby Boss)
9. Baby bébé boss (Boom Baby)
10. Le Coup de Mike le footballeur (The Fumbling of Football Mike)
11. L'Esprit d'équipe (Teambuilding)
12. Théodore à 100 % (Theo 100)

## Production
Le 12 décembre 2017, Baby Boss : Les affaires reprennent est annoncée pour une diffusion sur Netflix. JP Karliak prête sa voix au personnage de Baby Boss, en remplacement d'Alec Baldwin dans le film. Seul Eric Bell Jr. reprend son rôle du film en interprétant à nouveau les triplés.

## DVD
Aux États-Unis, la série est sortie uniquement en DVD sous la forme de deux intégrales. La première regroupe les deux premières saisons et sort le 31 août 2021, tandis que la deuxième rassemble les deux dernières saisons et est commercialisée le 28 septembre. En France, les deux premières saisons sont sorties séparément le 6 octobre 2021,.

## Distinctions
En 2019, Ania Kamieniecki-O'Hare est nommée par la Casting Society of America dans la catégorie du meilleur casting dans une série d'animation. Plus tard, lors de la 32e cérémonie des Kids' Choice Awards, la série est nommée dans la catégorie de la meilleure série d'animation. En 2021, Baby Boss est nommée deux fois par la Motion Picture Sound Editors pour son montage sonore. La première nomination est dédiée à l'épisode interactif, tandis que la seconde concerne l'épisode La Prison de Patty Potin.